# Patrycja Kotecka-Ziobro
Patrycja Kamila Kotecka-Ziobro (ur. 21 listopada 1978 w Warszawie) – polska dziennikarka.

## Życiorys
W latach 1993–1996 uczęszczała do II Liceum Ogólnokształcącego im. Stefana Batorego w Warszawie, którego nie ukończyła. Jest absolwentką Wydziału Dziennikarstwa i Nauk Politycznych Uniwersytetu Warszawskiego, Katedry Teorii Zarządzania SGH, Akademii Dyplomatycznej PISM i MBA w Instytucie Nauk Ekonomicznych PAN. Doktorantka Kolegium Studiów Społecznych PAN.
W trakcie studiów pracowała w TVP przy opracowywaniu dokumentacji dla programu Bogusława Wołoszańskiego „Sensacje XX wieku” i jako modelka (m.in. na pokazach Xymeny Zaniewskiej i Violetty Śpiechowicz).
Pracowała jako dziennikarka śledcza w „Super Expressie” i w „Życiu Warszawy”, gdzie została wyróżniona tytułem Dziennikarki Roku. Ujawniła m.in. billingi tzw. „grupy trzymającej władzę” z afery Rywina. Była w tej sprawie przesłuchiwana przez prokuraturę. Dopiero po publikacji Koteckiej prokuratura zgodziła się przekazać członkom komisji śledczej billingi osób zamieszanych w korupcyjną aferę. Po stronie Patrycji Koteckiej stanęli wówczas uznani dziennikarze oraz organizacje pozarządowe, m.in. Centrum Monitoringu Wolności Prasy, jednakże sąd umorzył sprawę.
W 2004 ujawniła, że ówczesny szef Prokuratury Krajowej, Karol Napierski, represjonował w przeszłości działaczkę opozycji demokratycznej, Urszulę Broniszewską.
W 2005 prowadziła program TV4 Detektor. Była nominowana przez stację do nagrody Grand Press. W 2006 ponownie trafiła do Telewizji Polskiej, gdzie pracowała jako autorka reportaży i wydawczyni programów publicystycznych. Po objęciu funkcji prezesa TVP przez Andrzeja Urbańskiego w marcu 2007 została koordynatorką projektu TVP Info – przygotowywała ramówkę nowego kanału informacyjnego. W czerwcu objęła stanowisko p.o. zastępcy dyrektora Agencji Informacji TVP, a następnie zarząd TVP awansował ją na zastępczynię dyrektora Agencji Informacji TVP. W lutym 2009, na wniosek Piotra Farfała, została zwolniona z pracy w TVP.
Od 2009 kierowniczka ds. projektów medialnych w firmie Apella, wywodzącej się z założonej w 2005 firmy Media SKOK, powołanej do prowadzenia obsługi marketingowej Spółdzielczych Kas Oszczędnościowo-Kredytowych (SKOK). Apella jest głównym udziałowcem spółki Fratria, która wydaje m.in. tygodnik „wSieci”, prowadzi prawicowy portal internetowy wPolityce.pl założony przez braci Jacka i Michała Karnowskich.
W marcu 2016 została dyrektorką marketingu Link4, ubezpieczeniowej spółki zależnej PZU. Od marca 2020 do lutego 2023 zasiadała w zarządzie tej spółki.

## Życie prywatne
Jest żoną byłego ministra sprawiedliwości i byłego prokuratora generalnego Zbigniewa Ziobry. Mają dwóch synów: Jana Jerzego (ur. 31 października 2011) i Andrzeja (ur. 23 października 2015).